# Азартні ігри в Ірані
Азартні ігри в Ірані є незаконними через заборону в ісламі. Закони Шаріату забороняють будь-які види азартних ігор, оскільки вони вважаються злом, а звикання до них вважається причиною втрати соціальних обов'язків.

## Опис
В Ірані немає жодного легального казино. За організацію незаконних азартних ігор, передбачено штрафабо покарання у вигляді позбавлення волі терміном до 6 місяців або 74 ударів палицею. Азартні ігри в інтернеті тут також незаконні, в країні блокуються іноземні онлайн-казино.
2011 року один зі священнослужителів в інтерв'ю Reuters повідомив, що іслам не забороняє ставки на кінні та верблюжі перегони і ставки на стрільбу з лука. Однак, робити ставки дозволено виключно спортсменам або уповноваженим ними особам.
В жовтні 2019 року Вахід Маджид, керівник відділу кіберполіції в Правоохоронних силах Ірану заявив, що його відділ викрив 9 груп, які керували 61 онлайн-казино, було заявлено про те, що обіг на цих сайтах сягав 3 трлн ріалів (~95,5 млн. $).
На 2021 рік було заплановано розгляд законопроєкту, що передбачає смертну кару за керування сайтами, що пропонують азартні ігри. Протягом серпня 2020-січня 2021 року в Ірані було заблоковано 73 тис. сайтів, що пов'язані з азартними іграми або шахрайством. 